# A.C. Green
A.C. Green Jr. (Portland, 4 ottobre 1963) è un ex cestista statunitense, professionista nella NBA.
È il giocatore che detiene il record del maggior numero di partite consecutive disputate in NBA: 1177 tra il 19 novembre 1986 e il 20 marzo 2001. Altre fonti sostengono che la striscia durò fino al 18 aprile 2001 e le partite furono 1192. È stato inserito nell'Oregon Sports Hall of Fame nel 2003. Il suo nome è proprio A.C., che non è una sigla. È lo zio del cestista Kevyn Popovich.

## Carriera
Cresciuto a Portland, ha frequentato la Benson Polytechnic High School. Per quattro anni ha giocato con la Oregon State University, conquistando il secondo posto come rimbalzista e il quarto come marcatore nella storia dell'ateneo. Scelto come ventitreesimo al Draft NBA 1985 dai Los Angeles Lakers, diventò il miglior rimbalzista della squadra in sei delle otto stagioni passate in California. Con i compagni Magic Johnson, James Worthy e Kareem Abdul-Jabbar, vinse i titoli 1987 e 1988 e fu vicecampione nel 1989 e nel 1991.
Nel 1993 si svincolò dai Lakers per passare ai Phoenix Suns. Nel 1993-94 Green raggiunse la media di 14,7 punti a partita, la massima della sua carriera. Nel 1996-97 fu ceduto ai Dallas Mavericks insieme a Michael Finley e Sam Cassell in cambio di Jason Kidd, Tony Dumas e Loren Meyer. Il 20 novembre 1996 superò il record di Randy Smith con 907 gare consecutive disputate in NBA. Il 13 marzo 1999 raggiunse la millesima presenza contro i Vancouver Grizzlies. Nel 1999-2000 tornò a Los Angeles, vincendo il titolo. Si ritirò al termine della stagione successiva, giocata con i Miami Heat sotto la guida di Pat Riley, già suo allenatore ai tempi dei Lakers dello showtime.

## Statistiche
| † | Denota una stagione in cui ha vinto il titolo NBA |
| * | Primo nella lega                                  |

### College
| Anno      | Squadra            | PG  | PT | MP   | TC%  | 3P% | TL%  | RP  | AP  | PRP | SP  | PP   |
| --------- | ------------------ | --- | -- | ---- | ---- | --- | ---- | --- | --- | --- | --- | ---- |
| 1981-1982 | Oregon St. Beavers | 30  | -  | 29,8 | 61,5 | -   | 61,0 | 5,3 | 1,1 | 0,9 | 0,2 | 8,6  |
| 1982-1983 | Oregon St. Beavers | 31  | -  | 35,9 | 55,9 | -   | 68,9 | 7,6 | 1,7 | 0,9 | 0,4 | 14,0 |
| 1983-1984 | Oregon St. Beavers | 23  | 23 | 37,1 | 65,7 | -   | 77,0 | 8,7 | 1,7 | 1,1 | 0,1 | 17,8 |
| 1984-1985 | Oregon St. Beavers | 31  | 31 | 38,4 | 59,9 | -   | 68,0 | 9,2 | 2,0 | 1,4 | 0,6 | 19,1 |
| Carriera  | Carriera           | 115 | 54 | 35,2 | 60,2 | -   | 69,6 | 7,7 | 1,6 | 1,1 | 0,3 | 14,7 |

### NBA

#### Regular Season
| Anno       | Squadra          | PG   | PT  | MP   | TC%  | 3P%  | TL%  | RP  | AP  | PRP | SP  | PP   |
| ---------- | ---------------- | ---- | --- | ---- | ---- | ---- | ---- | --- | --- | --- | --- | ---- |
| 1985-1986  | L.A. Lakers      | 82   | 1   | 18,8 | 53,9 | 16,7 | 61,1 | 4,6 | 0,7 | 0,6 | 0,6 | 6,4  |
| 1986-1987† | L.A. Lakers      | 79   | 72  | 28,4 | 53,8 | 0,0  | 78,0 | 7,8 | 1,1 | 0,9 | 1,0 | 10,8 |
| 1987-1988† | L.A. Lakers      | 82   | 64  | 32,1 | 50,3 | 0,0  | 77,3 | 8,7 | 1,1 | 1,1 | 0,5 | 11,4 |
| 1988-1989  | L.A. Lakers      | 82*  | 82  | 30,6 | 52,9 | 23,5 | 78,6 | 9,0 | 1,3 | 1,1 | 0,7 | 13,3 |
| 1989-1990  | L.A. Lakers      | 82*  | 82  | 33,0 | 47,8 | 28,3 | 75,1 | 8,7 | 1,1 | 0,8 | 0,6 | 12,9 |
| 1990-1991  | L.A. Lakers      | 82*  | 21  | 26,4 | 47,6 | 20,0 | 73,8 | 6,3 | 0,9 | 0,7 | 0,3 | 9,1  |
| 1991-1992  | L.A. Lakers      | 82   | 53  | 35,4 | 47,6 | 21,4 | 74,4 | 9,3 | 1,4 | 1,1 | 0,4 | 13,6 |
| 1992-1993  | L.A. Lakers      | 82   | 55  | 34,4 | 53,7 | 34,8 | 73,9 | 8,7 | 1,4 | 1,1 | 0,5 | 12,8 |
| 1993-1994  | Phoenix Suns     | 82*  | 55  | 34,5 | 50,2 | 22,9 | 73,5 | 9,2 | 1,7 | 0,9 | 0,5 | 14,7 |
| 1994-1995  | Phoenix Suns     | 82*  | 52  | 32,8 | 50,4 | 33,9 | 73,2 | 8,2 | 1,5 | 0,7 | 0,4 | 11,2 |
| 1995-1996  | Phoenix Suns     | 82   | 36  | 25,8 | 48,4 | 26,9 | 70,9 | 6,8 | 0,9 | 0,5 | 0,3 | 7,5  |
| 1996-1997  | Phoenix Suns     | 27*  | 19  | 20,3 | 47,7 | 0,0  | 64,6 | 5,1 | 0,6 | 0,7 | 0,0 | 5,7  |
| 1996-1997  | Dallas Mavericks | 56*  | 54  | 34,7 | 48,6 | 5,9  | 65,1 | 9,3 | 0,9 | 0,9 | 0,3 | 7,9  |
| 1997-1998  | Dallas Mavericks | 82*  | 68  | 32,3 | 45,3 | 0,0  | 71,6 | 8,1 | 1,5 | 1,0 | 0,3 | 7,3  |
| 1998-1999  | Dallas Mavericks | 50*  | 35  | 18,5 | 42,2 | 0,0  | 57,7 | 4,6 | 0,5 | 0,6 | 0,2 | 4,9  |
| 1999-2000† | L.A. Lakers      | 82   | 82  | 23,5 | 44,7 | 25,0 | 69,5 | 5,9 | 1,0 | 0,6 | 0,2 | 5,0  |
| 2000-2001  | Miami Heat       | 82   | 1   | 17,2 | 44,4 | 0,0  | 71,2 | 3,8 | 0,5 | 0,4 | 0,1 | 4,5  |
| Carriera   | Carriera         | 1278 | 832 | 28,6 | 49,4 | 25,4 | 73,4 | 7,4 | 1,1 | 0,8 | 0,4 | 9,6  |

#### Playoffs
| Anno     | Squadra      | PG  | PT  | MP   | TC%  | 3P%  | TL%  | RP    | AP  | PRP | SP  | PP   |
| -------- | ------------ | --- | --- | ---- | ---- | ---- | ---- | ----- | --- | --- | --- | ---- |
| 1986     | L.A. Lakers  | 9   | 0   | 11,8 | 52,9 | -    | 44,4 | 1,8   | 0,0 | 0,1 | 0,3 | 2,4  |
| 1987†    | L.A. Lakers  | 18  | 18  | 28,1 | 54,6 | -    | 74,7 | 7,9   | 0,6 | 0,5 | 0,4 | 11,5 |
| 1988†    | L.A. Lakers  | 24* | 18  | 30,3 | 54,4 | -    | 75,3 | 7,3   | 0,8 | 0,5 | 0,5 | 10,0 |
| 1989     | L.A. Lakers  | 15  | 15  | 33,5 | 41,2 | 0,0  | 76,3 | 9,1   | 1,2 | 1,1 | 0,4 | 10,1 |
| 1990     | L.A. Lakers  | 9   | 9   | 28,0 | 51,9 | -    | 75,0 | 9,0   | 1,0 | 0,6 | 0,4 | 11,8 |
| 1991     | L.A. Lakers  | 19* | 1   | 21,1 | 42,3 | 50,0 | 70,4 | 5,4   | 0,5 | 0,6 | 0,2 | 6,5  |
| 1992     | L.A. Lakers  | 4   | 4   | 38,3 | 41,0 | -    | 82,6 | 9,0   | 1,8 | 1,8 | 0,0 | 12,8 |
| 1993     | L.A. Lakers  | 5   | 5   | 44,0 | 42,9 | 0,0  | 61,9 | 14,6* | 2,6 | 1,4 | 0,6 | 9,8  |
| 1994     | Phoenix Suns | 10  | 2   | 35,0 | 48,2 | 41,2 | 61,3 | 8,4   | 1,3 | 1,0 | 0,2 | 12,5 |
| 1995     | Phoenix Suns | 10  | 10  | 36,8 | 46,2 | 8,3  | 87,3 | 12,0  | 1,3 | 0,6 | 0,2 | 12,8 |
| 1996     | Phoenix Suns | 4   | 4   | 21,8 | 35,3 | 0,0  | 87,5 | 4,5   | 0,5 | 0,3 | 0,0 | 4,8  |
| 2000†    | L.A. Lakers  | 23* | 23  | 18,7 | 41,1 | -    | 69,6 | 4,2   | 0,6 | 0,6 | 0,1 | 3,9  |
| 2001     | Miami Heat   | 3   | 0   | 7,0  | 33,3 | -    | 100  | 1,3   | 0,7 | 0,3 | 0,0 | 1,0  |
| Carriera | Carriera     | 153 | 109 | 26,9 | 47,5 | 25,0 | 73,9 | 7,1   | 0,8 | 0,7 | 0,3 | 8,6  |

## Palmarès
- NCAA AP All-America Third Team (1985)
- Campionato NBA: 3

Los Angeles Lakers: 1987, 1988, 2000
- NBA All-Defensive Second Team (1989)
- NBA All-Star (1990)
- Cinquantunesimo miglior rimbalzista di sempre NBA
- 8 volte maggior numero di partite giocate in stagione NBA (record)